# Alfombras de Serrín de Elche de la Sierra

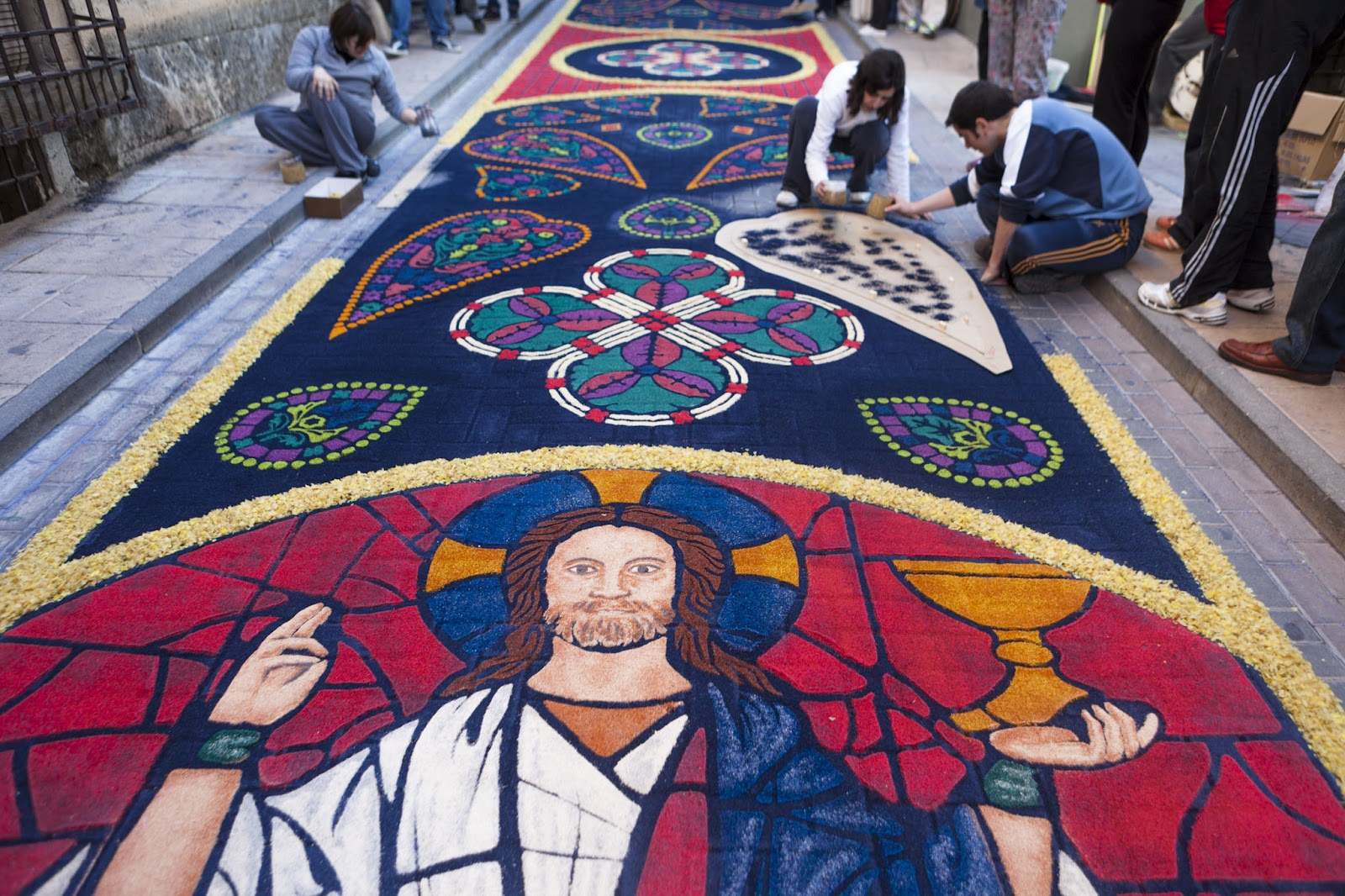
Alfombra de serrín.

Las Alfombras de Serrín es una fiesta que se celebra en Elche de la Sierra (Albacete) la noche precedente al Corpus Christi. Consiste en la realización, por parte de los vecinos, de alfombras de serrín y viruta a lo largo de calles y plazas de la localidad, creando mosaicos y escenas religiosas. En abril de 2014 fueron declaradas Fiesta de Interés Turístico Nacional.

## Historia
La idea surge en 1963, cuando Francisco Carcelén, un vecino de Elche de la Sierra se encuentra visitando a unos familiares en Tarrasa (Barcelona). Allí observa las alfombras de flores que se realizaban durante la festividad de “La Octava del Señor”. De vuelta a Elche, piensa en la posibilidad de realizar unas alfombras similares aprovechando el excedente de viruta de los numerosos aserraderos de la localidad, teñida con los tintes que él mismo usaba en su negocio de ropa.
La madrugada del 28 de mayo de 1964, Carcelén, junto a diez jóvenes de Elche de la Sierra, Fernando Carreto López-Tofiño, Jesusete el del Casino, Megías Merenciano, José Rodríguez “Pinocho”, José Rodríguez “Pepe el de Tomás”,Juan Palacios Bravo, Manuel Gamo “el de la Imprenta, Manuel Gómez “el del Rojo”,  José Jiménez “El de Virgilio”,  y José Córcoles "del Herrero"salieron a escondidas de sus casas, a oscuras y sin que nadie en la localidad supiera nada, realizaron una alfombra de viruta de colores a lo largo del recorrido de la procesión del Corpus, sorprendiendo enormemente a todos sus vecinos. 
Aquella noche nació una nueva forma de vivir el Corpus para los elcheños y una tradición que ha ido creciendo y arraigándose en la localidad hasta el punto de convertirse en uno de los principales referentes turísticos de la provincia de Albacete.
A aquellos primeros alfombristas pronto se les van uniendo numerosos vecinos, en un primer momento coordinados por el propio Francisco Carcelén y más adelante formando grupos, cada uno de los cuales realiza su propio boceto. En 1967 comienza a usarse el serrín, que pronto substituiría a la viruta y en 1969 se realiza ya el concurso de alfombras. A partir de 1978, las peñas, asociadas a las fiestas de septiembre, comienzan a hacer alfombras ya con sus nombres, y aunque los grupos de vecinos y amigos siguen realizando alfombras, las peñas comienzan a ocupar los primeros puestos del concurso.
A lo largo de los años, los alfombristas elcheños no han parado de perfeccionar sus diseños, mejorando sus técnicas e inventando utensilios. A partir de 1985, año a año se van reduciendo las dimensiones de las alfombras para dar cabida a más grupos. Al mismo tiempo va aumentando la complejidad del diseño de las alfombras y las figuras y representaciones bíblicas se hacen más habituales.

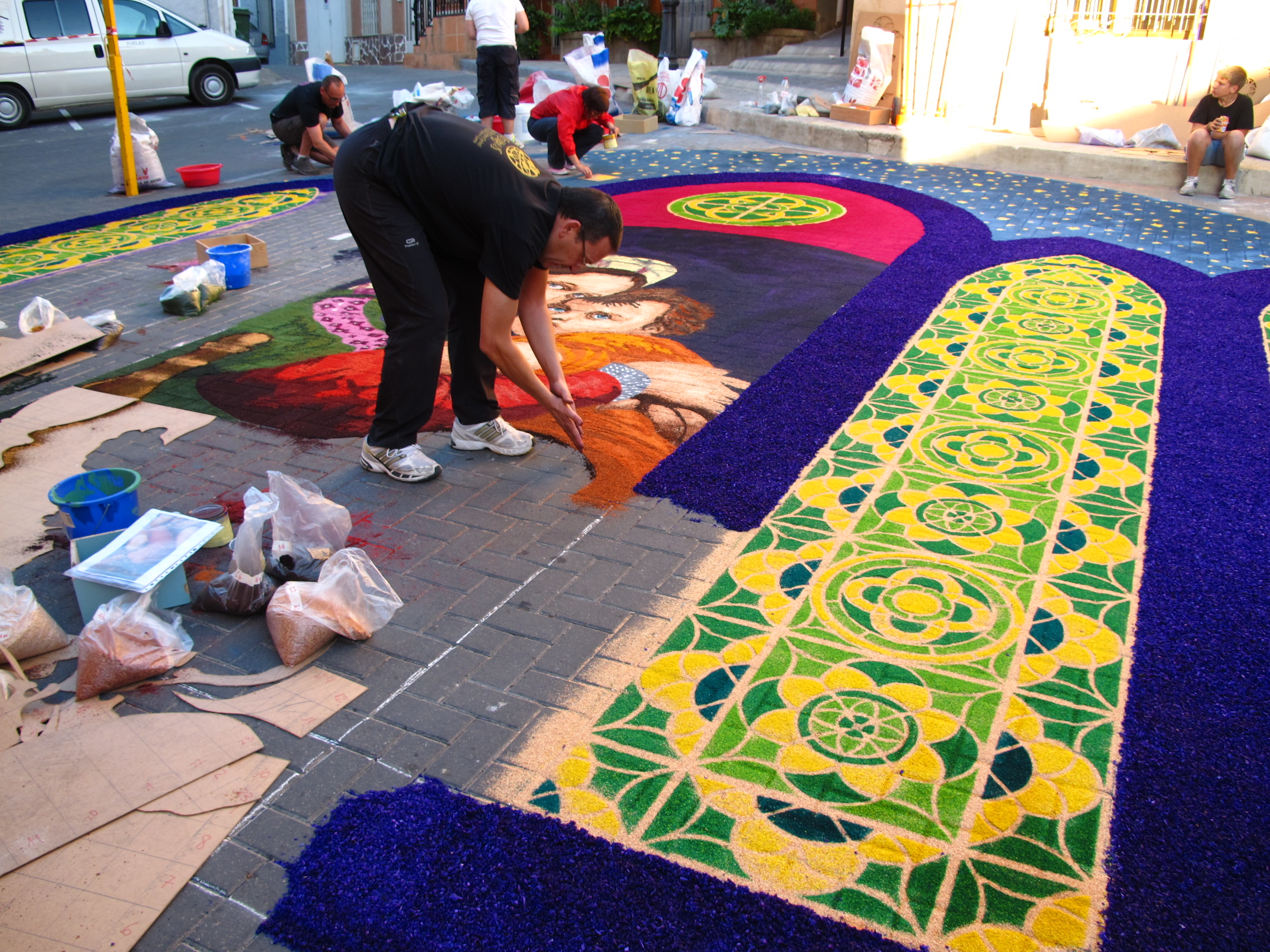
Realización de una alfombra de serrín

Tras el Corpus de 1990 se constituye la Asociación de las Alfombras de Serrín.
En 1992 por primera y única vez hasta el momento se suspende la fiesta por motivos climatológicos. En 2004 estuvo lloviendo hasta las cuatro de la madrugada pero se consiguió terminar las alfombras a tiempo para la procesión.
El 28 de marzo de 1994 las Alfombras de Serrín de Elche de la Sierra son reconocidas como Fiesta de Interés Turístico Regional.
En junio de 2014 un grupo de alfombristas de Elche de la Sierra, marcha a Roma para participar en el V Congreso Internacional de Arte efímero, realizando una alfombra en la Via Conziliazone, frente a la basílica de San Pedro. El motivo elegido para la ocasión el una copia de la famosa Creación de Miguel Ángel.

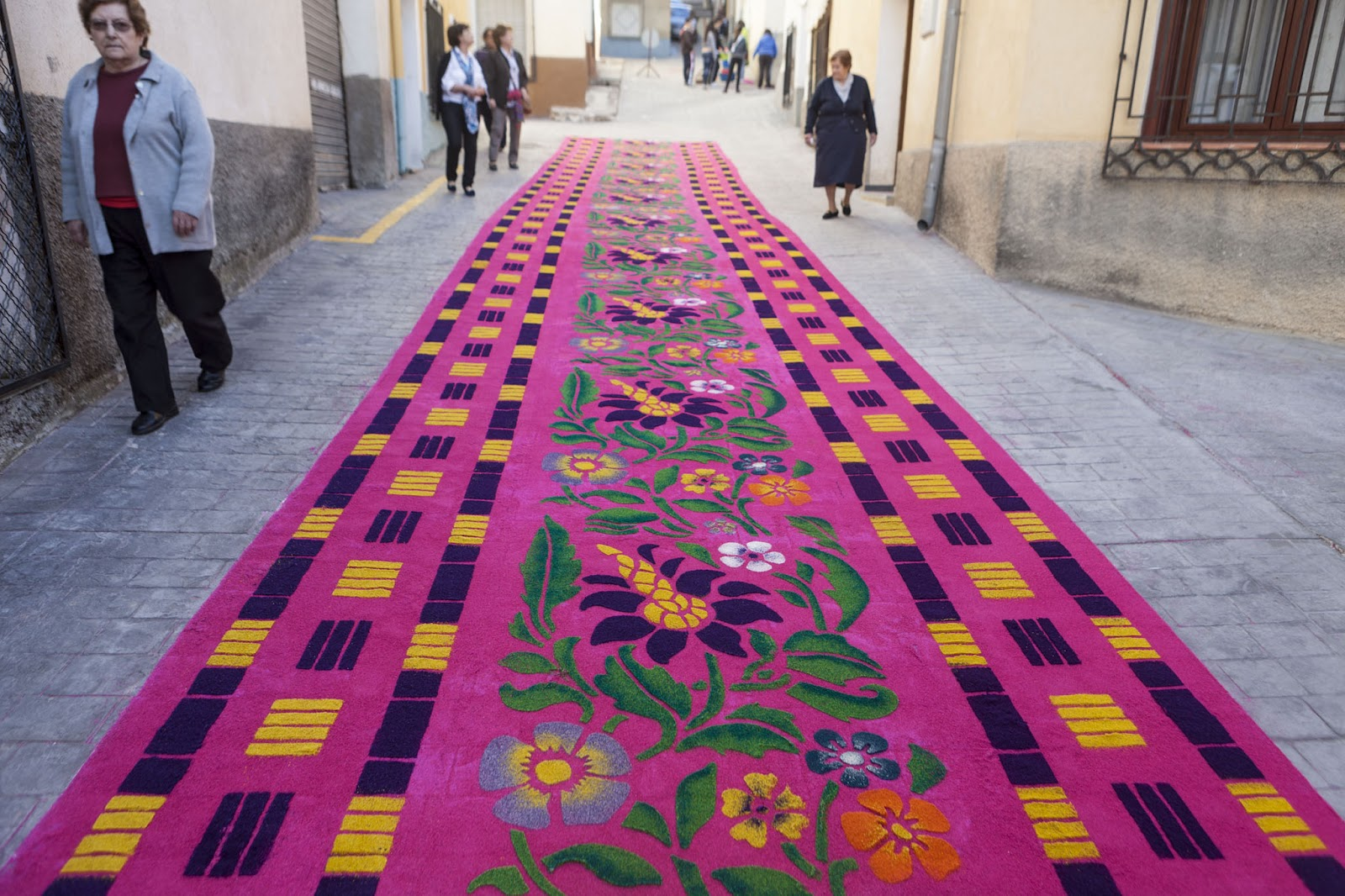
Alfombra de serrín con mosaicos

Este mismo año y coincidiendo con el 50 aniversario de la fiesta, las Alfombras de Serrín de Elche de la Sierra fueron declaradas Fiesta de Interés Turístico Nacional.